# Malattie imbarazzanti
Malattie imbarazzanti (originariamente Embarrassing Bodies and Illnesses) è un programma televisivo britannico creato da Maverick Television, trasmesso su Channel 4 a partire dal 2007 fino al 2015 e poi nuovamente dal 2022. In Italia il programma va in onda sulla rete televisiva Real Time.
Nel 2011 è stato introdotto un programma dal vivo della durata di un'ora, "Embarrassing Bodies: Live from the Clinic", che faceva uso di Skype.
In questi anni sono stati realizzati vari spin-off del programma puntando a differenti tipologie di pazienti, come ad esempio Embarrassing Fat Bodies e Embarrassing Teenage Bodies.  Lo spettacolo è multipiattaforma, ha una forte presenza sul web e sul mobile.

## Scopo
Lo scopo del programma è quello di aiutare le persone con vari disturbi medici ma che sono troppo imbarazzate per mostrarle al proprio medico di fiducia. Il programma può inoltre aiutare anche gli stessi spettatori all'auto-diagnosi casalinga senza doversi recare dal proprio medico. Oltre a mostrare le visite dei pazienti dal dottore, il programma mostra i possibili effetti di particolari professioni come calciatori o ciclisti. Il grande successo del programma ha aumentato notevolmente le visite del sito web del programma.

## Evoluzione
Channel 4 aveva già lavorato con Kew Gardens su rimedi e farmaci naturali, questo è stato un elemento importante per mantenersi sulla linea della medicina.
Il programma viene narrato nella versione originale da Ashley Jensen. L'attore Nick Thomas-Webster e il concorrente del Grande Fratello 8 UK Shabnam Paryani sono apparsi come pazienti nella prima serie.
La Serie 1 era chiamata Embarrassing Illnesses. La Serie 2 ha cambiato nome in Embarrassing Teenage Bodies (trasmessa in Italia col titolo "Malattie imbarazzanti Teenager"). A partire dalla Serie 3 il programma si chiama Embarrassing Bodies.
Nel gennaio 2010 è stato trasmesso un episodio spin-off della serie "Embarrassing Old Bodies", e nell'aprile 2010 è stata trasmessa una nuova serie derivata dall'originale Embarrassing Bodies: Kids
In un'intervista con Digital Spy, Dawn Harper ha spiegato che il programma vuole salvare un gran numero di vite e, in definitiva, incoraggiare le persone a recarsi dal proprio medico di famiglia più spesso.

## Premi
Il programma ha vinto due premi BAFTA:
- 2009 Premio per l'Interattività Online
- 2010 Premio per il Contributo Creativo Interattivo

Ha inoltre ricevuto la nomination ai 2013 National Television Award per l'intrattenimento di fatto.

## Spin-offs

### Embarrassing Bodies: Live from the Clinic
Questo spin-off della serie è andato in onda nel maggio 2011, permettendo agli spettatori di apparire via Webcam e Skype. Il programma è stato presentato da Christian Jessen e Dawn Harper, con una narrazione aggiuntiva e i resoconti di Pixie McKenna.. Questi episodi hanno durata approssimativamente di 47 minuti.

### Embarrassing Bodies Down Under
Nell'ottobre 2013 una versione australiana dello show è stata trasmessa da LifeStyle You. La prima serie dello show era composta da otto episodi, nei quali sono apparsi i medici Ginni Mansberg, Brad McKay e Sam Hay. Il layout dello show è simile al suo omologo britannico e si concentra sulle questioni di salute di diversi cittadini australiani.

## Sviluppi
Channel 4 ha mandato in onda una serie in cui Dawn Harper è andata in Thailandia e ha fornito informazioni su come rimanere in buona salute quando si è all'estero. Christopher Hooton del giornale inglese Metro ha dichiarato che sono stati forniti alcuni "consigli incredibilmente appropriati su come stare in salute durante un viaggio".